# Oulton Park

Le tracé du circuit d'Oulton Park.

Oulton Park est un circuit automobile situé près du village de Little Budworth à 8 km de Winsford dans le Cheshire en Angleterre.
Oulton est l'ancien domaine des baronnets Grey-Egerton.